# Limone Piemonte
Limone Piemonte (en occitan Limon, en français, Limon ou Limone) est une commune italienne de la province de Coni dans le Piémont.

## Géographie
En 1947, la commune voisine de Tende devient française et, de ce fait, Limone Piemonte se trouve à la frontière entre la France et l'Italie.
L'enclave de Limone est délimitée au nord par le Besimauda-Costa Rossa (2 404 m), à l'est par la Cima della Fascia (2 495 m), au sud par la Rocca dell'Abisso (2 755 m) et le col de Tende (1 871 m), à l'ouest par le Ciotto Mien (2 378 m) et le Mont Vecchio (1 920 m).
La Vermenagna traverse le territoire de la commune.

## Climat
Bien que située (à vol d'oiseau) à 45 km de la mer Méditerranée, Limone connaît un climat plus frais et plus neigeux que les villages d'altitude comparables situés de l'autre  côté de la frontière, dans le département des Alpes-Maritimes. Pour avoir l'enneigement équivalent à celui de Limone à 1 000 m d'altitude, il faut en général monter à 1 500 m côté français. Limone subit en effet davantage les influences froides de la plaine du Pô vers laquelle s'oriente la vallée de la Vermenagna.

## Blason
Le nom de Limone en italien signifie « citron ». Depuis trois siècles, un fruit de citron apparaît dans l'écusson communal. L'origine du nom est sûrement différente. Elle remonte peut-être au grec Léimon, qui signifie « pré » ou « pâturage ».

## Histoire
Le peuplement de la zone est très ancien. La vallée des Merveilles située sur le territoire de Tende garde des gravures rupestres datant de l'âge du bronze. Aux environs du hameau de Limonetto se trouve un morceau de voie romaine en pierre.
Limone et Tende ont été des lieux de passage sur la route entre la mer Ligure et la plaine du Piémont et ont exercé un contrôle sur le passage du col de Tende.
Le comté de Tende auquel Limone Piemonte appartenait depuis 1275, est resté indépendant jusqu'en 1581, date de sa conquête par les ducs de Savoie.
Le 24 août 1795 eut lieu le combat de Limone.

## Monuments
Le centre historique de Limone Piemonte garde des anciens bâtiments parmi lesquels l'église de Saint-Pierre (XIVe siècle). 

## Transports
Le train dessert Limone Piemonte depuis 1891. Le tunnel de Tende est terminé en 1900 et le chemin de fer Coni-Limone-Vintimille-Nice (autrement dit ligne de Tende) est achevé en 1928.
Un tunnel routier, inauguré en 1882, relie Limone à la commune de Tende et, de là, à San Remo, Vintimille, Monaco et Nice. Un accord international franco-italien prévoit le creusement d'un nouveau tunnel dont les travaux devraient débuter en 2009.

## Sports
Le train permit à Limone d'être une des premières stations de ski. En 1907 se dispute la première compétition de ski entre militaires. En 1937 est bâtie une première remontée mécanique et en 1948 le premier télésiège. En 1975 est inauguré le domaine skiable de la Riserva Bianca qui s'étendait sur 100 km de pistes (80 km, à présent).
La Riserva Bianca est très fréquentée par les skieurs piémontais, ligures et français. Ses remontées ont été améliorées à l'occasion des Jeux olympiques d'hiver de 2006 avec une nouvelle télécabine, dédiée à la mémoire de Severino Bottero, l'entraîneur de ski des équipes nationales italienne et française (et notamment de Frédéric Covili, vainqueur lors de la Coupe du monde de slalom géant en 2002).
Les championnats italiens de ski alpin se sont déroulés à Limone en 1976 et 1987. La Coupe du monde Dames eut lieu en 1980, 1981, 1982 et 1984 (victoires de Hanni Wenzel, Marie-Theres Nadig, Tamara McKinney et Daniela Zini), la Coupe d'Europe à différentes reprises (dernière compétition en 1999) et la Coupe du Monde de snowboard en 2007.
Pendant la période 2001-2006, presque toutes les anciennes remontées ont été remplacées par de nouveaux télésièges 4-places, dont 2 (plus la télécabine) appartiennent à la commune.
Les remontées mécaniques atteignent les 2 070 mètres d'altitude au mont Alpetta d'où, par une piste longue de 3,8 km (avec un dénivelé de plus de 1 000 mètres), il est possible de descendre directement vers la commune.

## Économie
L'économie locale repose sur le tourisme hivernal et estival malgré des chambres d'hôtels en nombre insuffisant. Les maisons saisonnières peuvent accueillir environ 20 000 personnes.

## Administration
| Période                                  | Période      | Identité           | Étiquette   | Qualité |
| ---------------------------------------- | ------------ | ------------------ | ----------- | ------- |
| 1980                                     | 1985         | Luigi Marro        | indépendant |         |
| 1985                                     | 1990         | Silvio Martino     | indépendant |         |
| 1990                                     | 1995         | Francesco Pejrone  | indépendant |         |
| 1995                                     | 1999         | Piergiorgio Chiera | indépendant |         |
| 1999                                     | 14 juin 2004 | Domenico Clerico   | indépendant |         |
| 14 juin 2004                             | En cours     | Domenico Clerico   | indépendant |         |
| Les données manquantes sont à compléter. |              |                    |             |         |

### Hameaux
Limone 1400, Limonetto, Panice
Les hameaux de Limonetto et de Panice Soprana (autrement dit « Limone 1400 » ou « Tre Amis ») sont aussi des points de départ pour les remontées mécaniques. Ils sont situés le long de la route nationale 20, à proximité de la frontière franco-italienne.

### Communes limitrophes
Boves, Briga Alta, Chiusa di Pesio, Entracque, Peveragno, Vernante, Robilante, Roccavione, Borgo San Dalmazzo

### Évolution démographique
Habitants recensés